# Света мученица Људмила
Света мученица Људмила (чеш. Svatá Ludmila; 860. — 15. септембар 921) је била лужичкосрпска принцеза, кћерка кнеза Славибора, супруга кнеза Боривоја из династије Пшемисловића, првог хришћанског кнеза Чешке. У житију Св. Људмиле, овако се појашњава њено порекло: "Благословена Људмила била је из српске земље, кћерка српскога кнеза." (чеш. "Blahoslavená Ludmila byla ze země srbské, knížete srbského dcera.").
Заједно са мужем је око 871. примила је хришћанство од Светог Методија, тада архиепископа суседне Моравије. Због тога су неко време били у прогонству. Након што су се вратили у Чешку родила је сина Спитигнева, који је владао после Боривојеве смрти. Боривој и Људмила су саградили многе цркве и прошили хришћанство у Чешкој која је у то време била још увека паганска.
Спитигнева је наследио његов брат Вратислав. Када је 921. године Вратислав умро, Људмила је постала регент његовом сину Вацлаву. Утицај Људмиле на Вацлава је изазвао љубомору његове мајке Драхомире, која је организовала убиство Људмиле. Вјенцеслав је због тог злочина своју мајку прогнао.
Света Људмила је мученички пострадала 917. године у граду Тетину у шездесет првој години живота.
Њен унук кнез Вацлав пренео је њене мошти у Цркву Светог Георгија, у Праг где и сада почивају.
Православна црква прославља Свету Људмилу 16. септембра по јулијанском календару.